# Justina (imperatriz)
Justina foi uma imperatriz-consorte romana do ocidente, segunda esposa do imperador Valentiniano I (r. 364–375) e mãe de Valentiniano II (r. 375–392), Gala, Grata e Justa. Ela era filha de Justo, consular de Piceno no reinado de Constâncio II.

## Família
De acordo com Sócrates Escolástico, "Justo, o pai de Justina, que havia sido governador de Piceno no reinado de Constâncio, teve um sonho no qual ele se viu produzindo o púrpura imperial do seu lado direito. Quando o sonho já havia sido contado a muitas pessoas, chegou ao conhecimento de Constâncio que, acreditando tratar-se de um presságio de que um descendente de Justo se tornaria imperador, ordenou que ele fosse morto".
Justina tinha dois irmãos conhecidos, Constanciano e Cereal, e uma de suas filhas era Gala. Em "La Pseudobigamie de Valentinien I" (1958), de J. Rougé, todos os três nomes seriam indicativos de sua descendência da família dos Nerácios (Neratii), de origem aristocrática e ligada à Dinastia constantiniana por casamento. De acordo com a "Prosopografia do Império Romano Tardio", os nomes Justo e Justina podem também indicar uma relação com os Vécios.
A "Prosopografia" menciona uma teoria de que Justo seria um filho de Vécio Justo, cônsul em 328, com uma mulher da família dos Nerácios. Esta última produziu quatro membros relativamente notáveis no início do século IV, irmãos ou meio-irmãos entre si. A primeira foi Gala, esposa de Júlio Constâncio e mãe de Constâncio Galo. Seus irmãos eram Nerácio Cereal, cônsul em 358, e Vulcácio Rufino, prefeito pretoriano da Itália de 365 até a sua morte em 368. Uma irmã não nomeada foi citada por Amiano Marcelino  como tendo sido a mãe de Máximo, prefeito urbano de Roma no reinado de Juliano, o Apóstata.
Embora Timothy Barnes tenha teorizado que Justina seria uma neta ou bisneta de Crispo, o único filho de Constantino I e Minervina, através de sua mãe, de nome desconhecido, parece ser mais provável que ela seria, na realidade, uma neta de Júlio Constâncio, filho de Constâncio Cloro e meio-irmão de Constantino, o Grande, com a já mencionada Gala. De qualquer forma, Justina estava no centro das conexões familiares entre os constantinianos, os valentinianos e os teodosianos.

## Primeiro casamento
Justina se casou primeiro com Magnêncio, um usurpador romano entre 350 e 353. Porém, tanto Zósimo quanto a fragmentada crônica de João de Antioquia relatam que Justina seria muito jovem na época de seu primeiro casamento para ter tido filhos.

## Segundo casamento
Por volta de 370, Justina se tornou a segunda esposa de Valentiniano I. De acordo com Sócrates de Constantinopla: 
| “ | Justina, privada do pai, continuava uma virgem. Algum tempo depois, ela conheceu Severa, esposa do imperador Valentiniano, e interagia frequentemente com a imperatriz até que a intimidade entre elas chegou ao ponto de elas se acostumarem a tomar banho juntas. Quando Severa viu Justina no banho, ficou muito impressionada com a beleza da virgem e falou dela ao imperador; dizendo que a filha de Justo era uma criatura tão adorável e possuía uma tal simetria de formas que ela, mesmo mulher, estava completamente encantada. O imperador, entretendo a descrição da esposa em sua mente, considerou como ele poderia desposar Justina sem repudiar Severa, que tinha lhe dado Graciano, que ele havia feito augusto pouco tempo antes. Ele, assim, editou uma lei e a fez publicar por todas as cidades, permitindo que uma pessoa tivesse duas esposas legalmente. | ” |
|   | — Sócrates de Constantinopla, História Eclesiástica. |   |

João Malalas, o Crônica Pascoal e João de Niciu relatam que Severa foi banida por seu envolvimento numa transação ilegal. Barnes considera que esta história seria uma tentativa de justificar o divórcio de Valentiniano I livrando-o de toda culpa. Sócrates estava cronologicamente mais próximo dos eventos e seu relato seria, por isso, mais confiável. A história dele foi descartada por historiadores posteriores, pois ela implicaria numa improvável legalização da bigamia no Império Bizantino. Porém, Barnes e outros consideram que a decisão tratava apenas de permitir que os romanos pudessem se divorciar e se casar novamente depois, o que por si só já seria controverso, uma vez que o cristianismo não aceitava (e não aceita ainda) o divórcio. Barnes considera que Valentiniano estava disposto a seguir com uma reforma legal em sua busca de uma legitimidade dinástica que assegurasse o seu governo.
Justina se tornou assim a madrasta de Graciano e teve com o imperador outros quatro filhos. O único varão foi Valentiniano II e as meninas foram Gala, Grata e Justa. De acordo com Sócrates, Grata e Justa jamais se casaram e provavelmente ainda estavam vivas em 392, mas não foram mais mencionadas a partir daí. Valentiniano I morreu em 375.

## Viúva
De acordo com Amiano Marcelino, Zósimo e Filostórgio, Justina estava vivendo próximo de Sirmio quando ficou viúva. Durante o reinado de Valentiniano II, ela se mudou com ele para Mediolano e serviu como regente do filho. Ela era ariana, mas não conseguiu fazer nada para ajudar sua facção antes da morte do marido. Ela também lutou por muito tempo contra Ambrósio, o líder dos nicenos na Itália.
Em 383, Graciano morreu enfrentando uma grande revolta liderada por Magno Máximo, que conseguiu estabelecer seu controle sobre uma porção significativa do Império Romano, incluindo as dioceses da Britânia, Gália, Hispânia e a África. Governando de sua capital em Augusta dos Tréveros (Tréveris), Magno conseguiu negociar seu reconhecimento com Valentiniano II e Teodósio I a partir de 384. Com isso, o domínio de Valentiniano II se resumiu efetivamente à prefeitura pretoriana da Itália, que ele governava a partir de Mediolano (Milão).
Em 387, a trégua entre Valentiniano II e Máximo terminou. O imperador rebelde cruzou os Alpes, invadiu o vale do Pó e ameaçou Mediolano. Valentiniano e Justina fugiram da capital e foram para Tessalônica, a capital da Prefeitura Pretoriana da Ilíria e, na época, a cidade onde morava Teodósio. Gala os acompanhou. Teodósio, que era na época viúvo, tendo perdido sua primeira esposa Élia Flacila, um ou dois anos antes.
Teodósio recebeu os fugitivos e, de acordo com Zósimo, Justina armou para que Gala aparecesse chorosa perante o imperador para pedir-lhe compaixão. Ela era, segundo os relatos, uma bela mulher e Teodósio logo se apaixonou, pedindo a mão da moça em casamento. Justina se aproveitou da situação e colocou como condição para o casamento que Teodósio seria obrigado a atacar Máximo e restaurar seu marido ao trono. Teodósio consentiu à condição de Justina e o casamento se realizou provavelmente ainda no mesmo ano.
O relato foi questionado por Tillemont como sendo inconsistente com a reputada piedade de Teodósio. Ele sugere que o casamento teria se realizado em 386, antes do início do conflito. Porém, Gibbon, em seu "A História do Declínio e Queda do Império Romano", considera o relato de Zósimo mais provável e obras posteriores, incluindo o "Dictionary of Greek and Roman Biography and Mythology", o seguiram.
Em julho-agosto de 388, as forças combinadas de Teodósio I e Valentiniano II invadiram o território de Máximo lideradas por Ricomero, Arbogasto, Promoto e Timásio. Máximo sofreu uma série de derrotas e finalmente se rendeu em Aquileia. Ele foi executado em 28 de agosto de 388 e seu filho - e co-imperador nominal - Flávio Vítor também foi executado, enquanto que Helena, sua esposa, e suas duas filhas foram poupadas. A condição de Justina para permitir o casamento de Gala foi cumprida, porém a imperatriz morreu no mesmo ano, incapaz de testemunhar o resultado final de seus esforços.